# جيمس غان (كاتب أمريكي)
جيمس غان (بالإنجليزية: James Gunn)‏ هو كاتب سيناريو أمريكي، ولد في 22 أغسطس 1920 في سان فرانسيسكو في الولايات المتحدة، وتوفي في 22 سبتمبر 1966 في لوس أنجلوس في الولايات المتحدة.

## وصلات خارجية
- جيمس غان على موقع IMDb (الإنجليزية)
- جيمس غان على موقع قاعدة بيانات الفيلم (الإنجليزية)